# طيهوج أحمر
طيهوج أحمر (بالإنجليزية: Red grouse)‏ هو طائر متوسط الحجم من العائلة الطيهوجية والتي توجد في أراضي بريطانيا العظمى وايرلندا. الطيهوج الأحمر معروف على نطاق واسع كاسم ويسكي الطيهوج الشهير والطائر المتحرك هو شخصية في سلسلة من إعلاناته، ويعتبر الطيهوج الأحمر أيضًا شعار مجلة الطيور البريطانية.

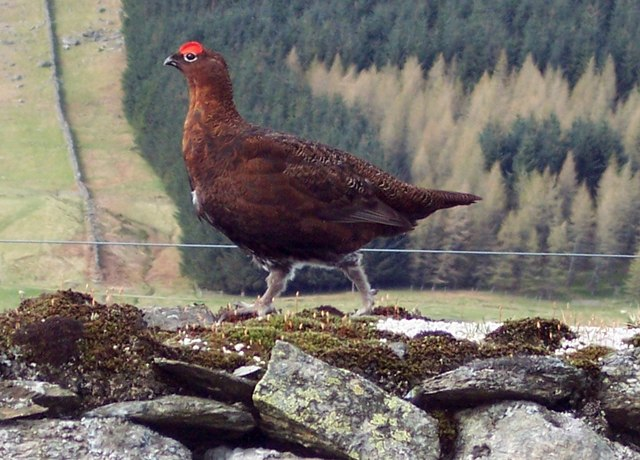
الطيهوج الأحمر